# NRG
Um arquivo .nrg é um formato proprietário de empacotamento de arquivos para gravar imagens de CD usado pelo Nero Burning ROM, um pacote de utilitários feita por Nero, para criar e gravar imagens de CD.
Além de o Nero Burning ROM, uma variedade de títulos de software pode usar esses arquivos de imagem. Por exemplo, Power ISO, Alcohol 120% ou Daemon Tools pode montar NRG arquivos em Driver virtual para leitura.
Ao contrário da crença popular, arquivos NRG não são Imagens ISO com extensão nrg e um cabeçalho anexado.